# Torneo de Adelaida 2021
El Adelaide International 2021 fue un evento de tenis de la WTA, y se disputó en Adelaida (Australia) en el complejo Memorial Drive Center y en cancha dura al aire libre, desde el 22 al 28 de febrero de 2021. Esta es la segunda edición de este torneo.

## Distribución de puntos
| Modalidad           | Campeona | Finalista | Semifinales | Cuartos de final | 2ª ronda | 1ª ronda | Clasificadas | 3ª ronda de clasificación | 2ª ronda de clasificación | 1ª ronda de clasificación |
| Individual femenino | 470      | 305       | 185         | 100              | 55       | 1        | 25           | 18                        | 13                        | 1                         |
| Dobles femenino     | 470      | 305       | 185         | 100              | -        | 1        | -            | -                         | -                         | -                         |

## Cabezas de serie

### Individuales femenino
| Tenista          | Ranking | Preclasificada |
| Ashleigh Barty   | 1       | 1              |
| Belinda Bencic   | 12      | 2              |
| Johanna Konta    | 15      | 3              |
| Elise Mertens    | 16      | 4              |
| Iga Świątek      | 17      | 5              |
| Petra Martić     | 19      | 6              |
| Yulia Putintseva | 28      | 7              |
| Qiang Wang       | 34      | 8              |

- Ranking del 8 de febrero de 2021.

### Dobles femenino
| Tenista                             | Ranking | Preclasificada |
| Shuko Aoyama Ena Shibahara          | 32      | 1              |
| Yingying Duan Saisai Zheng          | 47      | 2              |
| Alexa Guarachi Desirae Krawczyk     | 51      | 3              |
| Bethanie Mattek-Sands Asia Muhammad | 60      | 4              |

## Campeones

### Individual femenino
Iga Świątek venció a  Belinda Bencic por 6-2, 6-2

### Dobles femenino
Alexa Guarachi /  Desirae Krawczyk vencieron a  Hayley Carter /  Luisa Stefani por 6-7(4-7), 6-4, [10-3]